# Эчки-Башы
Эчки-Башы (кирг. Эчки-Башы) — село в Нарынском районе Нарынской области Кыргызстана. Входит в состав Он-Арчинского аильного округа.
Население в 2009 году составляло 1468 человек.

## География
Село находится у реки Он-Арча (длина 75 км), которая впадает в реку Нарын.
Ранее — центр колхоза «Коммунизм» Тянь-Шаньского района. Эчки-Баши в переводе с киргизского означает «Голова горной козы».
В 1953 году советский археолог и историк А. Н. Бернштам у реки Он-Арча вблизи села открыл каменные орудия труда эпохи палеолита (древних людей, обитавших около 100 тыс. лет назад).
В селе в 1975 году установлен памятник героям Великой Отечественной войны 1941—1945 годов возле единственной средней школы в Эчки-Баши.
Более сотни молодых людей из села приняли участие в войне, многие не вернулись.
Сталинские репрессии 1920-х и 1930-х годов также унесли жизни многих сельских жителей.
В 2004 году в селе была построена новая мечеть на 100 человек.
Среди старейших мавзолеев села особую историю имеет мавзолей Айты уулу Чоро аджи, построенный в 1920-х годах
Местное население, в основном, занято сельским хозяйством и животноводством.

## Персоналии
- Джусупов, Кенеш — народный писатель Кыргызстана.
- Суранова, Кумуш — общественная и политическая деятельница, депутат Верховного Совета СССР.